# Чешлянци
Чѐшлянци е село в Западна България. То се намира в община Трекляно, област Кюстендил.

## География
Село Чешлянци се намира в планински район Краище, по северозападните склонове на Милевската планина по долината на Драгойчинска река, на 15 km северозападно от общинския център – село Трекляно.
Селото е разпръснат тип, образувано от махали: Село(центъра), Буковица, Бара, Радоина орница, Ясикаре, Милчанци, Вишурци, Ябуковица.
Допуска се, че името на селото произхожда от думата чешъль, което на местния диалект означава гребен.

## История
Няма запазени писмени данни за времето на възникване на селото. Останките от късноантично и късносредновековно селище свидетелстват, че района е населяван от дълбока древност.
Село Чешлянци е старо средновековно селище. В турски документ от 1626 – 1627 г. за събиране на данъка джизие от войнуците в Кюстендилския санджак, са записани селата Горна чешне с 24 ханета и Долна чешне – с 8 ханета.
в където фигурира с името Обри дол и 9 данъкоплатци.

## Религии
Село Чешлянци принадлежи в църковно-административно отношение към Софийска епархия, архиерейско наместничество Кюстендил. Населението изповядва източното православие.

## Исторически, културни и природни забележителности
- Късносредновековна църква. Намира се на 2 км северозападзно от кметството, в гробищата на махала Вишорица. Малка еднокорабна и едноапсидна църква с вътрешни размери 8 Х 4 м. с дебелина на зидовете – 60 см. Стените са градени от ломени камъни и кал. Запазената им височина е около 0,60 – 0,80 м.